# Diego Vigil y Cocaña
Diego Vigil y Cocaña (Villa de Tegucigalpa, Capitanía General de Guatemala, 1799-Granada, Nicaragua, 10 de enero de 1845) fue un abogado y político hondureño, Jefe Supremo del Estado de Honduras entre el 30 de junio de 1828 y el 4 de diciembre de 1829, fue Jefe Supremo de El Salvador del 1 de febrero de 1836 al 23 de mayo de 1837 y del 7 de junio de 1837 al 6 de enero de 1838 y presidente de la República Federal de Centroamérica de 1838 a 1839.

## Vida
Diego Vigil y Cocaña, nació en la Villa de Tegucigalpa, en 1799. Era hijo del matrimonio de José Vigil Fernandéz y María Josefa Cocaña Fabrega hija del matrimonio entre José Cocaña y Magdalena Fabrega; María Josefa era dueña de la mina de Guayabillas en Yuscarán a principios del siglo XIX. Sus hermanos fueron: Andrés, José Antonio, María de la Luz, María Guadalupe del Rosario, María Manuela, Manuel y Ramón de apellidos Vigil y Cocaña.  
Diego realizó sus estudios en Jurisprudencia en la Universidad de León, Nicaragua, por ende egreso de abogado; su carrera política empezó siendo electo diputado a la Asamblea Legislativa de Honduras en 1824, seguidamente fue nombrado Gobernador de Tegucigalpa, entre los años 1826 a 1827. 
Diego Vigil Cocaña, estuvo casado con Dolores Lastiri Lozano, -hermana de María Josefa Lastiri Lozano- con quien procreó a José Belizario, Arcadia y Marcial Vigil Lastiri.

## Gobierno en Honduras
Fue nombrado Jefe Supremo de Honduras el 30 de junio de 1828 por la asamblea legislativa de Honduras. Durante su administración la asamblea legislativa de Honduras decretó la extinción de todas las comunidades religiosas.

## Gobierno en El Salvador
Fue impuesto como Jefe Supremo de El Salvador, por el General Francisco Morazán, de quien era pariente. Durante su administración apareció en El Salvador el Cólera Morbus, infundiendo espanto entre sus habitantes, fue traída esta peste por los romeristas que regresaron de Esquipulas.

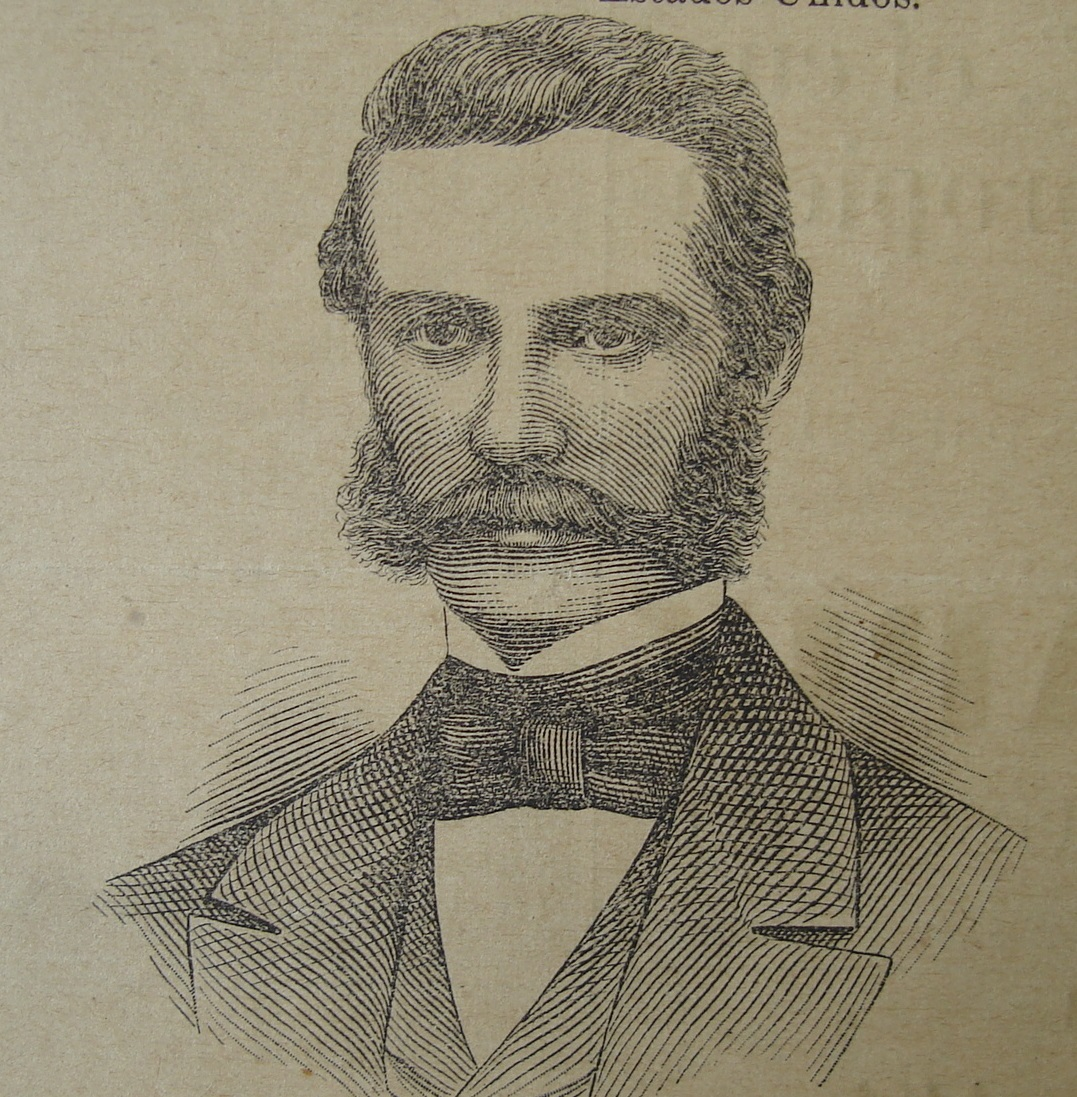
Diego Vigil y Cocaña - Retrato Durante su presidencia en El Salvador.

En marzo de 1836 se expulsó del territorio salvadoreño al Benemérito Licenciado y General Nicolás Espinoza y se le retiró su título de Benemérito de la Patria.
A causa de la epidemia de cólera Morbus, se suspendió todo pago del gobierno, a excepción de los empleados públicos, pues todas las rentas servían para combatir dicha epidemia. En enero de 1837, el cólera se extendió por todas las poblaciones de la República de El Salvador.
El 8 de marzo de 1837, la Asamblea Legislativa Decretó el Presupuesto de Gastos de Estado de El Salvador para ese presente año, en la suma de 85.028 Pesos. También se autorizó la introducción del agua potable a San Miguel, desde pueblo de Moncagua.
A causa del cólera morbus, el Supremo Gobierno decretó juntas de Sanidad en las cabeceras de los Departamentos. El 23 de mayo de 1837 estalló una insurrección de indígenas en Zacatecoluca y Cojutepeque, y se perpetraron robos y asesinatos. En esa misma fecha entregó el Supremo Poder a don Timoteo Menéndez.
Sin embargo, volvió como Jefe Supremo el 7 de junio de 1837. Ese día estalló en Santa Ana un Movimiento Revolucionario, pero fue sofocado. El Gobierno decretó amnistía para todos los comprometidos en los movimientos revolucionarios. El 6 de enero de 1838 entregó la primera magistratura a don Timoteo Menéndez.

## Presidente de la Federación Centroamericana
Después de que las fuerzas rebeldes dirigidas por Rafael Carrera mataran al vicepresidente federal Gregorio Salazar, durante la ocupación de la ciudad de Guatemala en 1838, fue elegido presidente provisorio de la federación centraméricana.
Para 1838, Nicaragua, Honduras y Costa Rica se habían separado de la federación y pronto Guatemala les siguió el 17 de abril de 1839. Esto hizo que la federación quedara con solamente un miembro, El Salvador. El 31 de marzo de 1840, El Salvador disolvió la federación y el gobierno de Vigil acabó.[cita requerida]

## Últimos años
El 8 de abril de 1840 Diego Vigil y Francisco Morazán navegaron desde El Salvador para Costa Rica y Panamá. Después del fusilamiento de Morazán el 15 de septiembre de 1842 en San José, Costa Rica, se radicó en Granada, Nicaragua, donde permaneció hasta su muerte en 1845.

### Ascendencia
Bosquejo del Árbol genealógico de la ascendencia de Diego Vigil Cocaña. 
|  |                                                      |  |  |  |  |  |  |  |  |  |  |  |  |  |  |  |
|  | 4. José Cocaña Artos                                 |  |  |  |  |  |  |  |  |  |  |  |  |  |  |  |
|  |                                                      |  |  |  |  |  |  |  |  |  |  |  |  |  |  |  |
|  |                                                      |  |  |  |  |  |  |  |  |  |  |  |  |  |  |  |
|  | 2. María Josefa Cocaña Fabrega                       |  |  |  |  |  |  |  |  |  |  |  |  |  |  |  |
|  |                                                      |  |  |  |  |  |  |  |  |  |  |  |  |  |  |  |
|  |                                                      |  |  |  |  |  |  |  |  |  |  |  |  |  |  |  |
|  | 5. María Magdalena de la Trinidad Fabrega Bustamente |  |  |  |  |  |  |  |  |  |  |  |  |  |  |  |
|  |                                                      |  |  |  |  |  |  |  |  |  |  |  |  |  |  |  |
|  |                                                      |  |  |  |  |  |  |  |  |  |  |  |  |  |  |  |
|  | 1. Diego Vigil Cocaña                                |  |  |  |  |  |  |  |  |  |  |  |  |  |  |  |
|  |                                                      |  |  |  |  |  |  |  |  |  |  |  |  |  |  |  |
|  |                                                      |  |  |  |  |  |  |  |  |  |  |  |  |  |  |  |
|  | 6. Francisco Vigil                                   |  |  |  |  |  |  |  |  |  |  |  |  |  |  |  |
|  |                                                      |  |  |  |  |  |  |  |  |  |  |  |  |  |  |  |
|  |                                                      |  |  |  |  |  |  |  |  |  |  |  |  |  |  |  |
|  | 3. José Vigil Fernández de la Zerga                  |  |  |  |  |  |  |  |  |  |  |  |  |  |  |  |
|  |                                                      |  |  |  |  |  |  |  |  |  |  |  |  |  |  |  |
|  |                                                      |  |  |  |  |  |  |  |  |  |  |  |  |  |  |  |
|  | 7. Luisa Fernández                                   |  |  |  |  |  |  |  |  |  |  |  |  |  |  |  |
|  |                                                      |  |  |  |  |  |  |  |  |  |  |  |  |  |  |  |
|  |                                                      |  |  |  |  |  |  |  |  |  |  |  |  |  |  |  |